# Carlo Roberti
Carlo Roberti (Roma, 1605 – Roma, 14 febbraio 1673) è stato un cardinale e arcivescovo cattolico italiano.

## Biografia
Nacque nel 1605.
Papa Alessandro VII lo elevò al rango di cardinale nel concistoro del 7 marzo 1667.
Morì a Roma il 14 febbraio 1673 alle 6 del mattino.

## Genealogia episcopale e successione apostolica
La genealogia episcopale è:
- Cardinale Guillaume d'Estouteville, O.S.B.Clun.
- Papa Sisto IV
- Papa Giulio II
- Cardinale Raffaele Sansone Riario
- Papa Leone X
- Papa Paolo III
- Cardinale Francesco Pisani
- Cardinale Alfonso Gesualdo di Conza
- Papa Clemente VIII
- Cardinale Pietro Aldobrandini
- Cardinale Laudivio Zacchia
- Cardinale Antonio Barberini, O.F.M.Cap.
- Papa Clemente IX
- Cardinale Carlo Roberti

La successione apostolica è:
- Vescovo Jean d'Arenthon d'Alex (1661)
- Vescovo Giovanni Stefano Sanarica, O.S.B. (1671)